# Pseudopoda akashi
Pseudopoda akashi là một loài nhện trong họ Sparassidae.
Loài này thuộc chi Pseudopoda. Pseudopoda akashi được miêu tả năm 1988 bởi Sethi & Benoy Krishna Tikader.